# Calvarrasa de Arriba
Calvarrasa de Arriba – gmina w Hiszpanii, w prowincji Salamanka, w Kastylii i León, o powierzchni 25,73 km². W 2011 roku gmina liczyła 626 mieszkańców.